# کریستین مانی
کریستین مانی (انگلیسی: Christine Manie؛ زادهٔ ۴ مهٔ ۱۹۸۴) بازیکن فوتبال اهل کامرون است.

وی همچنین در تیم ملی فوتبال زنان کامرون بازی کرده‌است.